# Tolsti vrh
Tolsti vrh je hora nacházející se v Kamnicko-Savinjských Alpách ve Slovinsku. Z větší části je pokrytá lesem, ve vrcholových partiích vystupují malé vápencové skalky a svahy jsou porostlé travou. Samotný vrchol je výborným rozhledovým bodem a je zde umístěna informační tabule s rozcestníkem a několika lavičkami.

## Charakteristika
Tolsti vrh je součástí protáhlého západního hřebene hory Storžič (2132 m), zvaného Kriška Gora. Tolsti vrh je jakýmsi kulminačním bodem tohoto hřebene a je od Storžiče oddělen sedlem v němž stojí salaše Mala a Velika Poljana (1325 m). Z vrcholu panorama Julských Alp, západní hřbet Storžiče zvaný Psica a na severu Karavanky se skalnatým řetězcem skupiny Koschuta.

## Přístup
Tolsti vrh je přístupný ze tří stran. Od chaty Dom pod Storžičem (1123 m) přes Malou Poljanu a jihovýchodním hřebenem strmě k vrcholu (2 hod.). Druhá cesta č. 1 vede z centra obce Tržič a stoupá po celém hřebeni Kriška Gora, míjí horskou chatu Koča na Kriški gory (1471 m) asi uprostřed hřebene a pozvolna vychází na vrcholu (5,5 hod.). Od jihu vede na vrchol Tolsti vrh značená, ale málo chozená cesta od chaty Zavetišče na Gozdu (891 m) po ostrém travnatém hřbetu zvaném Skozi ježo (3,5 hod.).